# Romanjolski jezik
Romanjolski jezik (ISO 639-3: rgn), jezik nastao odvajanjem od emilijana-romanjola, koji se govori u talijanskim provincijama Forlì, Ravenna, Cesena, Rimini i dijelom u provinciji Bologna u regiji Emilia-Romagna, i nešto u San Marinu. 
Romanjolski je označen u Atlasu svjetskih jezika (Atlas of the World's Languages) kao jedan od jezika koji je u opasnosti od izumiranja. Kao poseban jezik označen 16. siječnja 2009. identifikatorom [rgn], a isto se odnosi i na emilijanski [egl], koji je od njega različit.

## Vanjske poveznice
- Il dialetto romagnolo on line  Arhivirana inačica izvorne stranice od 22. srpnja 2011. (Wayback Machine)